# فرنسيس وايتنغ هالسي
فرنسيس وايتنغ هالسي (بالإنجليزية: Francis Whiting Halsey)‏ هو مؤرخ وصحفي أمريكي، ولد في 15 أكتوبر 1851، وتوفي في 24 نوفمبر 1919.